# Jurij Ter-Osipov
Jurij Ter-Osipov (russisk: Юрий Григорьевич Тер-Осипов tr. Jurij Grigorjevtj Ter-Osipov ; født 4. november 1933 i Kirovabad i den Transkaukasiske Socialistiske Føderative Sovjetrepublik i det nuværende Aserbajdsjan, død 16. februar 1986 i Moskva, Sovjetunionen) var en aserbajdsjansk/sovjetisk komponist, lærer og redaktør.
Ter-Osipov studerede komposition på Hajibeyov Musikkonservatoriet af Aserbajdsjan i Baku, hos bl.a. Kara Karajev. Han underviste i komposition på Kunst Instituttet i Dusjanbe, hvor han underviste kommende betydningsfulde generationer af komponister fra Tadsjikistan. Ter-Osipov skrev 11 symfonier, orkesterværker, kammermusik, koncertmusik, balletmusik, korværker, sange, filmmusik etc. Han var redaktør på forlaget for Sovjet komponister i Moskva. Ter-Osipov var mest kendt for sine symfonier.

## Udvalgte værker
- Symfoni nr. 1 "Symfonisk digt" (1958) - for orkester
- Symfoni nr. 2 (1966) - for orkester
- Symfoni nr. 3 (1968) - for orkester
- Symfoni nr. 4 "Symfonisk digt" (1970) - for orkester
- Symfoni nr. 5 (1972) - for orkester
- Symfoni nr. 6 (1973) - for orkester
- Symfoni nr. 7 (1974) - for orkester
- Symfoni nr. 8 (1975) - for orkester
- Symfoni nr. 9 (1978) - for orkester
- Symfoni nr. 10 "Symfonisk-gravskrift til minde om Kara Karajev" (1983) - for mezzosopran, børnekor, og orkester
- Symfoni nr. 11 "Symfonisk-dialog" (1985) - for mezzosopran, orgel, violin, slagtøj og strygeorkester